# Laiaküla
Laiaküla est un village de la commune de Viimsi du comté de Harju en Estonie. Au 31 décembre 2011, il compte 740 habitants.
Il est situé à environ 10 km (6 mi) à l'est du centre de Tallinn. Laiaküla est une enclave de la paroisse de Viimsi, située entre Tallinn et Mardu.
Selon le recensement de 2011, la population était de 740 habitants, dont 461 (62,3 %) étaient Estoniens.
Laiaküla est accessible depuis le centre de Tallinn par la ligne de bus n° 1. 34A (monnaie Cheskus – Mulberry aedlinn) ; La durée moyenne du trajet est d'environ 29 minutes.